# Superego

Esquema representando o id, o ego e o superego como partes de um aicebergue.

O superego ou sobre-eu (do alemão Überich) designa, na teoria psicanalítica, uma das três instâncias dinâmicas do aparelho psíquico. É a parte moral da psique e representa os valores da sociedade.
O superego divide-se em dois subsistemas: o Ideal do ego, que dita o bem a ser procurado; e a consciência moral (em língua alemã, Gewissen), que determina o mal a ser evitado.
O superego tem três objetivos: 
1. inibir (através de punição ou sentimento de culpa) qualquer impulso contrário às regras e ideais por ele ditados (consciência moral);
2. forçar o ego a se comportar de maneira moral (mesmo que irracional);
3. conduzir o indivíduo à perfeição - em gestos, pensamentos e palavras (ideal do ego).

O superego forma-se após o ego, durante o esforço da criança de introjetar os valores recebidos dos pais e da sociedade a fim de receber amor e afeição. Ele pode funcionar de uma maneira bastante primitiva, punindo o indivíduo não apenas por ações praticadas, mas também por pensamentos; outra característica sua é o pensamento dualista (tudo ou nada, certo ou errado, sem meio-termo).
Costuma dizer-se que "o superego é o herdeiro do complexo de Édipo", levando, em consideração, que, durante a fase fálica, há a castração, a proibição do incesto, dada pelo pai, que, ao mesmo tempo que corta, lhe dá possibilidade. Os psicopatas têm um id dominante e um superego muito reduzido, o que lhes tolhe o remorso, sobressaindo a falta de consciência moral.
O superego nem sempre é consciente, muitos valores e ideais podem ser despercebidos pelo eu consciente.